# Попов (Чернышковский район)
Попов — хутор в Чернышковском районе Волгоградской области. Входит в состав Захаровского сельского поселения. На 2017 год в хуторе числилось 12 улиц.

## География
Расположен на берегу Цимлянского водохранилища в месте впадения в него реки Аксенец. Находится в 54 км от посёлка городского типа Чернышковский и в 136 км от Волгограда. Высота центра селения над уровнем моря — 49 м.

## Население
| 2010 |
| ---- |
| 318  |